# Língua arta

## Geografia
O trabalho de campo de Lawrence Reid em 1990 revelou apenas 12 falantes em Villa Santiago, Aglipay, província de Quirino  e em 1992 foi falado por apenas três famílias. Não está intimamente relacionado a outros idiomas.
Ainda existem pequenos grupos de falantes de Arta nas cidades de Maddela e Nagtipunan, Quirino da Província de Quirino (Lobel 2013:88). Kimoto (2017) relata que Arta tinha 10 falantes nativos e 35-45 falantes do segundo idioma que vivem principalmente em Pulang Lupa, Kalbo, e em Disimungal, Nagipunan.
O Arta foi também encontrado nos seguintes locais dentro da municipalidade de Quirino..
- Nagtipunan 
  - Disimungal Barangay
    - Purok Kalbo
    - Pulang Lupa
    - Tilitilan

  - San Ramos Barangay
  - Pongo Barangay
  - Sangbay Barangay

Os falantes de Arta estão em contato com falantes de Casiguran Agta, Yogad, língia ilocano|Ilocano]], tagalo

## Inovações léxicas
Kimoto (2017: 4) lista as seguintes inovações lexicais Arta (destacadas em negrito). As inovações lexicais em Casiguran Agta também são destacadas em negrito.
| Português      | Arta              | Casiguran Agta]] | Ilocano | Tagalog |
| -------------- | ----------------- | ---------------- | ------- | ------- |
| excrementos    | 'pênis'           | 'attay'          | takki   | taʔi    |
| rir            | la'               |                  | katawa  | tawa    |
| banana         | 'lento'           | 'biget'          | saba    | sagiŋ   |
| costas (corpo) | 'qualquer pessoa' | adəg, səpaŋ      | likod   | likod   |
| cabelo         |                   | buk              | buok    | buhok   |
| corpo          | 'abiː'            | bəgi             | bagi    | katawan |
| água           | 'wagət'           | dinom            | danum   | tubig   |
| casa           | 'bunbun'          | bilɛ             | c balay | bahay   |
| masculino      | 'giləŋan'         | ləlake           | lalaki  | lalaki  |
| fêmea          | 'aberto'          | bəbe             | babae   | babae   |

Reid (1994) lista as seguintes formas reconstruídas como possíveis elementos lexicais não austronésios encontrados exclusivamente em Arta. Formulários de Kimoto (2018 ) também foram incluídos. Observe o uso de ortografias è [ə] and ng [ŋ].
| Português     | Pre-Arta (Reid 1994) | Arta (Reid 1994) | Arta (Kimoto 2018)            |
| ------------- | -------------------- | ---------------- | ----------------------------- |
| tarde         | (ma -) * lutəp       | malutəp          | malu:tèp                      |
| chegar        | * digdig             | dumigdig         | digdig                        |
| osso          | * sagnit             | sagnit           | sikrit 'pequenos ossos finos' |
| borboleta     | * pippun             | peppun           | -                             |
| beber         | * equipe             | mattim           | De                            |
| orelha        | * ibəŋ               | ibəŋ             | mãe                           |
| cal           | * ŋusu               | ŋusú             | nusu                          |
| homem, homem  | * loucoŋ (-um)       | crazyŋán         | gilèngan                      |
| mosquito      | * buŋur              | buŋúr            | roxa                          |
| velho (homem) | * dupu               | dupú             | dupu:                         |
| um            | * chute para         | sípaŋ            | si: pang                      |
| chuva         | * punəd              | púnəd            | pu: nèd                       |
| executar      | * gurugud            | maggurugúd       | gurugud                       |
| diga, conte   | * broto              | ibud             | broto                         |
| dormir        | * idəm               | m                | idem                          |
| dois          | * təlip              | tallip           | tallip                        |

Reid (1994) lista as seguintes formas reconstruídas como possíveis elementos lexicais não austronésios encontrados tanto em Arta quanto " Agta Norte" (isto é, várias [[línguas do nordeste de Luzon faladas principalmente na província e Cagayan). Formas de Kimoto ( 2018) have also been included.
| Português          | Reconstruído (Reid 1994) | Arta (Reid 1994)                  | Arta (Kimoto 2018) |
| ------------------ | ------------------------ | --------------------------------- | ------------------ |
| pena, bondade      | * Rəbi                   | pagarbián                         | arbi               |
| sede               | * pələk                  | meɁipla                           | iplèk              |
| caçar              | * purab                  | mamurab 'caçar com arco e flecha' | purab              |
| veado, fanfarrão   | * b [ia] dut             | bidut                             | bidut              |
| unha               | * [l] usip               | lusip                             | lusip              |
| pênis              | * g [ia] ləŋ             | giləŋ                             | gilèng             |
| parede             | * gəsəd                  | gisə́d                             | gisèd              |
| cachorro, cachorro | * lapul                  | lappul                            | lappul             |
| fogo               | * dukut                  | dut                               | dut                |
| cabelo, pena       | * pulug                  | pológ                             | pulug              |

As formas * səlub 'perfumado' e * Rəbi 'piedade, bondade' são encontradas em Arta e Alta.

## Fonologia
Arta é notável por ter distinção na extensão das vogais, uma característica tipológica incomum nas Filipinas.

## Mudança de sons
Kimoto (2017: 56) lista as seguintes alterações de sons da ia | Proto-malaio-polinésia (PMP) até Arta. As vogais longas em Arta são derivadas de ditongos PMP.
| Proto-Malaio-Polinésia | Arta  |
| ---------------------- | ----- |
| *p                     | p     |
| *t                     | t     |
| *k                     | Ø ~ k |
| *q                     | Ø     |
| *b                     | b     |
| *d                     | d     |
| *j                     | d     |
| *z                     | z     |
| *g                     | g     |
| *s                     | s     |
| *h                     | Ø     |
| *R                     | r     |
| *l                     | l     |
| *m                     | m     |
| *n                     | n     |
| *ŋ                     | ŋ     |
| *w                     | w     |
| *y                     | y     |
| *a                     | a     |
| *i                     | i     |
| *u                     | u     |
| *ə                     | ə     |
| *ai                    | eː    |
| *au                    | oː    |